# Диференційовний многовид
Диференційовний многовид — локально евклідовий простір, наділений диференціальною структурою. Диференціальні многовиди є природною базою для побудови диференціальної геометрії. Там на диференціальних многовидах вводяться додаткові нескінченно малі структури — орієнтація, метрика, зв'язність і т. д., і вивчаються ті властивості, пов'язані з цими об'єктами, що є інваріантними щодо групи дифеоморфізмів, зберігаючих додаткову структуру. З другого боку, використання тієї або іншої структури дозволяє досліджувати будову самого диференціального многовиду. Простий приклад - вираз характеристичних класів через кривину диференціального многовиду, наділеного лінійною зв'язністю.

## Визначення
Нехай X — гаусдорфів топологічний простір. Якщо для кожної точки {\displaystyle x\in X} знайдеться її окіл U гомеоморфний відкритій множині простору {\displaystyle \mathbb {R} ^{n}}, то X називається локально евклідовим простором, або топологічним многовидом розмірності n. Пара {\displaystyle (U,\phi )\,}, де {\displaystyle \phi \,} — вказаний гомеоморфізм, називається локальною картою X в точці х. Таким чином, кожній точці відповідає набір n дійсних чисел {\displaystyle (x^{1},\ldots ,x^{n})}, що називаються координатами  в карті {\displaystyle (U,\phi )}. Множина карт {\displaystyle \{(U_{\alpha },\phi _{\alpha })\},\alpha \in A,} називається n-вимірним {\displaystyle C^{k}}-атласом {\displaystyle (0\leqslant k\leqslant \infty ,a)} многовиду X, якщо: 
- сукупність всіх {\displaystyle U_{\alpha }} покриває X, {\displaystyle X=\cup _{\alpha \in A}U_{\alpha }}
- для будь-яких {\displaystyle \alpha ,\beta \in A} таких, що {\displaystyle U_{\alpha }\cap U_{\beta }\neq \varnothing }, відображення:

{\displaystyle \phi _{\alpha }^{\beta }=\phi _{\beta }\circ \phi _{\alpha }^{-1}:\phi _{\alpha }(U_{\alpha }\cap U_{\beta })\to \phi _{\beta }(U_{\alpha }\cap U_{\beta })}
є диференційовним класу {\displaystyle C^{k}}; {\displaystyle \phi \,} є відображенням, з відмінним від нуля якобіаном і називається перетворенням координат точки х з карти {\displaystyle (U_{\alpha },\phi _{\alpha })\,} в карту {\displaystyle (U_{\beta },\phi _{\beta })\,.}
Два {\displaystyle C^{k}}-атласи називаються еквівалентними, якщо їх об'єднання знову є {\displaystyle C^{k}}-атласом. Сукупність {\displaystyle C^{k}}-атласів розбивається на класи еквівалентності, які називаються {\displaystyle C^{k}}-структурами, при {\displaystyle 1\leqslant k\leqslant \infty } — диференціальними (або гладкими) структурами, при k = a — аналітичними структурами. Топологічний многовид X, наділений {\displaystyle C^{k}}-структурою називається {\displaystyle C^{k}}-многовидом, або диференційовним многовидом класу {\displaystyle C^{k}}. 

### Комплексні многовиди
Задачі аналітичної і алгебраїчної геометрії приводять до необхідності розгляду у визначенні диференціальної структури замість простору {\displaystyle \mathbb {R} ^{n}} загальніших просторів {\displaystyle \mathbb {C} ^{n}} або навіть {\displaystyle K^{n}\,}, де K — повне недискретне нормоване поле. Так, у випадку {\displaystyle K=\mathbb {C} }  відповідна {\displaystyle C^{k}}-структура, {\displaystyle k\geqslant 1}, неодмінно виявляється  аналітичною структурою, вона називається комплексно аналітичною, або просто комплексною, а відповідний диференційовний многовид — комплексним многовидом. При цьому на  будь-якому такому многовиді є і природна дійсна аналітична структура. 

### Сумісні структури
На будь-якому аналітичному многовиді існує узгоджена з нею {\displaystyle C^{\infty }}-структура, і на {\displaystyle C^{k}}-многовиді, {\displaystyle 0\leqslant k\leqslant \infty }, — {\displaystyle C^{r}}-структура, якщо  {\displaystyle 0\leqslant r\leqslant k}. Навпаки, будь-який паракомпактний {\displaystyle C^{r}}-многовид, {\displaystyle r\geqslant 1}, можна наділити   аналітичною структурою, сумісною із заданою, причому ця  структура (з точністю до ізоморфізму) єдина. Може, проте, трапитися, що {\displaystyle C^{0}}-многовид не можна наділити {\displaystyle C^{1}}-структурою, а якщо це вдається то така структура може бути не єдиною. Наприклад число θ(n) {\displaystyle C^{1}}-неізоморфних {\displaystyle C^{\infty }}-структур на n-вимірній сфері рівно: 
| 1    | 2 | 3 | 4 | 5 | 6 | 7 | 8  | 9 | 10 | 11 | 12  | 13 |
| ---- | - | - | - | - | - | - | -- | - | -- | -- | --- | -- |
| n    | 1 | 2 | 3 | 4 | 5 | 6 | 7  | 8 | 9  | 10 | 11  | 12 |
| θ(n) | 1 | 1 | 1 |   | 1 | 1 | 28 | 2 | 8  | 6  | 992 | 1  |

### Відображення
Нехай {\displaystyle f:X\to Y} — неперервне відображення {\displaystyle C^{r}}-многовидів X, Y; воно називається {\displaystyle C^{k}}-морфізмом (або {\displaystyle C^{k}}-відображенням, {\displaystyle k\leqslant r}, або відображенням класу {\displaystyle C^{k}}) диференційовних многовидів, якщо для будь-якої пари карт {\displaystyle (U_{\alpha },\phi _{\alpha })\,} на X і {\displaystyle (V_{\beta },\psi _{\beta })\,} на Y такої, що {\displaystyle f(U_{\alpha })\subset V_{\beta }} і відображення: 
{\displaystyle \psi _{\beta }\circ f\circ \phi _{\alpha }^{-1}:\phi _{\alpha }(U_{\alpha })\to \psi _{\beta }(V_{\beta })}
належить класу {\displaystyle C^{k}}. Бієктивне відображення f таке, що воно і f-1 є {\displaystyle C^{k}}-відображеннями, називається {\displaystyle C^{k}}-ізоморфізмом (або дифеоморфізмом). В цьому випадку X і Y і  їх {\displaystyle C^{r}}-структури називаються {\displaystyle C^{k}}-ізоморфними.

## Підмноговиди і вкладення
Підпростір Y n-вимірного {\displaystyle C^{k}}-многовиду X називається {\displaystyle C^{k}}- підмноговидом розмірності m у X, якщо для довільної точки {\displaystyle y\in Y} існують її окіл {\displaystyle V\subset Y} і карта {\displaystyle (U,\phi )\,} {\displaystyle C^{k}}-структури X такі, що {\displaystyle V\subset Y} і {\displaystyle \phi } індукує гомеоморфізм V на перетин  {\displaystyle \phi (U\cap Y)} з (замкнутим) підпростором {\displaystyle \mathbb {R} ^{m}\subset \mathbb {R} ^{n}}; іншими словами, існує карта з координатами {\displaystyle (x^{1},\ldots ,x^{n})} така, що {\displaystyle (U\cap Y)} визначається співвідношеннями {\displaystyle x^{m+1}=,\ldots ,=x^{n}=0}. 
Відображення  {\displaystyle f:X\to Y} називається {\displaystyle C^{k}}-вкладенням якщо f(X) є {\displaystyle C^{k}}-підмноговидом в Y, а {\displaystyle X\to f(X)} — {\displaystyle C^{k}}-дифеоморфізм. Будь-який n-вимірний {\displaystyle C^{k}}-многовид допускає вкладення в {\displaystyle \mathbb {R} ^{2n+1}} і навіть в {\displaystyle \mathbb {R} ^{2n}.} Більш того, множина таких вкладень є всюди щільною у просторі відображень {\displaystyle C^{k}(X,\mathbb {R} ^{2n+1})} щодо компактно-відкритої топології. Тим самим, розгляд диференційовних многовидів, як підмноговидів евклідового простору дає один із способів вивчення їх теорії, цим шляхом встановлюються, наприклад, вказані вище теореми про аналітичні структури.